# Campsurus cuspidatus
Campsurus cuspidatus är en dagsländeart som beskrevs av Eaton 1871. Campsurus cuspidatus ingår i släktet Campsurus och familjen Polymitarcyidae. Inga underarter finns listade i Catalogue of Life.